# ヴァナヤン自動車工場
ヴァナヤン自動車工場（フィンランド語: Vanajan Autotehdas Oy, VAT、英語: Vanajan Car Factory）は、フィンランドのハメーンリンナを拠点とする貨物自動車メーカー。1943年、フィンランド政府と多数のフィンランド企業によって、フィンランド国防軍向けのトラックやバスの製造を目的としたウュフテイシス株式会社（Yhteissisu Oy）として設立される。量産を開始する前に第二次世界大戦が終結したことにより、ヴァナヤン自動車工場（Vanajan Autotehdas, VAT）に社名を変更し、ブランド名としてヴァナヤ（Vanaja）が採用されている。製造は主に旧式の軍用トラックからなり、その一部には軍事用の材料が転用されている。初期に多発した数多くの問題を改善し、製品の近代化を行い、利益を上げたことで1950年代半ばまで順調に拡大している。エンジンを含む数多くのコンポーネントは輸入に頼っており、ディーゼルエンジンは1955年に広く一般的に利用できるようになったことにより採用が行われている。1959年にVATの革新的技術となるフルロード・リフティング・タンデム・アクスル（full load lifting tandem axle）を導入。このシステムは今日、シスオートが製造する車両で使用されている。
1950年にはバスシャーシの製造を開始し、車体は複数のコーチビルダーの手によって製造が行われている。最終モデルはその後、多くのバス事業者から高く評価されたが、製造が中止された際には特に関心が寄せられた訳ではなかった。また、それまで使用されていた油圧式ブレーキの故障が原因となったフィンランド史上最悪となるバス事故が発生したことにより、以降、空気式ブレーキに変更が行われている。
VATは1960年代の終わりまでに財政難に陥り、大型自動車メーカーであったフィンランド自動車工業（Suomen Autoteollisuus, SAT）との合併を行う。ヴァナヤブランドは1971年に消滅し、使用していた工場はシス・ターミナルトラクター、バスシャーシ、軍用車両、および移動式クレーンの工場として使用されている。これらの部門は今日パトリア（Patria）および車両の車軸製造を行うシス・アクスル（Sisu Axles）に統合されている。
VATは常に小規模な会社であり、1968年には約400人の従業員を雇用し、1960年代フィンランド市場でのシェアは僅か5％であった。製造された車両は、ほぼ国内市場向けであり、輸出に向けられた車両は極僅かであった。
ヴァナヤの車両は頑丈な構造と細かなニーズに合わせることができるメーカーとして著名になり、66台のバスモデルと260台のトラックを合わせ、累計販売台数は7,140台であった。今日ヴァナヤンで製造された車両は旧車愛好家から高く評価されている。

## 創設

### 継続戦争から合弁事業創設へ
1942年から1943年の冬までの間、フィンランド国防軍は、継続戦争が直ぐに終結する見込みが無いと推測し、この予想に基付き緊急的な軍用車両の確保に迫られている。長期的に見積もってフィンランド陸軍には少なくとも7,000台のトラックとバスが必要であるとの報告が行われている。スウェーデンやスイスなどの中立国は、フィンランドに対し車両を販売することは厭わないが、自国通貨での前払いを要求している。フィンランドには十分な外貨準備が無かったため、残された唯一の道が自国製造によるものであった。
当時、フィンランド唯一の大型自動車メーカーであったフィンランド自動車工業（SAT）は、ソビエト軍による空襲を受ける可能性を考慮し、それまで工場があったヘルシンキよりも空襲の可能性が低いであろうカリスに新工場を建設。SATのGMであったトーア・ネスリング（Tor Nessling）は、当初の計画よりも工場の拡大を提案。また、もう1つの選択肢として、ネスリングは空襲の影響を最小限に抑えるため各地に工場を分散する計画を検討している。SATは大型車の製造経験はあったが、フィンランド国内の経済的および技術的なリソースは限られていた。大型車の輸入業者や一部の政治派閥は、SATが戦争の恩恵を受け、フィンランド市場で支配的な地位を確立しようとしているのではないかと推察している。

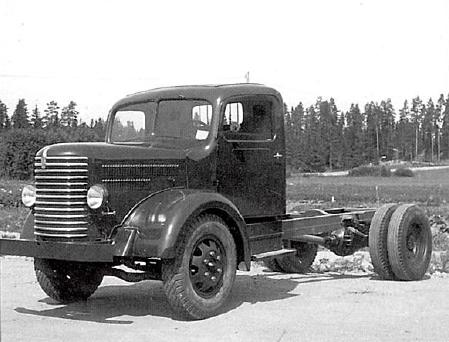
ウュフテイシスで製造されたS-22（Sisu S-21）

カール・ワルデン国防相は1943年3月3日と4日に開催された会議に電話をかけ、深刻な車両不足の解決策を模索している。会議には、政府と軍指導部の代表、およびフィンランドの主要な工業メーカーの責任者が出席している。そこで、SATと国の両方が関与する会社設立を提案する委員会が発足している。この提案は、3月20日に行われた政府会議の場で発表が行われ、企業名は「シスと相互関係」というかばん語である、ウュフテイ-シス（Yhteis - sisu）であった。これはシス車の共同生産を意図した意味も含まれており、本社はヘルシンキのエロッタヤに置かれた。ウュフテイシスのGMにはSATのGMであったネスリングが起用されているが、この提案には消極的であった。
国防軍は製造される車両に厳しい要件を課したが、新型を開発している時間的余裕は無く、旧式ではあったものの最良な選択として選ばれたのが既にシスで製造が行われていた大型トラック「Sisu S-21」の増産案であった。SATは、Sisu S-21大型トラックの製造をウュフテイシスに譲渡することに合意。ウュフテイシス製のモデルは「S-22」と名付けられている。

## 製造の開始

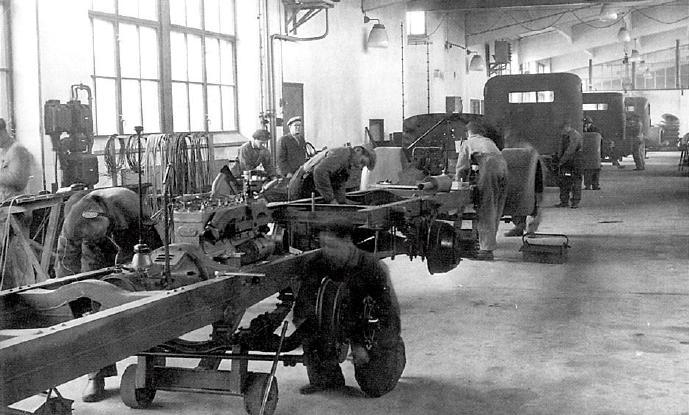
ウュフテイシス工場内

会社が設立された直後、ヘルシンキのバリラにあるSAT工場で製造が開始される。ウュフテイシスの車両はSAT車両とは別に製造が行われている。ヘルシンキから離れ車両製造を行うべきであるのは当初から明白であり、同社は、鉄道、道路、水路の接続に適切な候補地選びを開始している。当初のアイデアは、岩盤に掘られた洞窟内部に工場を建設するものであった 。バンカーに最適な候補地がハメーンリンナの隣町であるヴァナハで発見され、ウュフテイシスは1944年3月14日に31.1ヘクタール（77エーカー）の土地を購入。鉄道管理局は、この地域で鉄道路線を構築し接続させるウュフテイシスの建設計画案の受け入れを行っている。バンカーに向けた掘削作業は1944年7月に開始。しかし、費用と時間の不足により、計画を修正する必要に迫られており、最終的に全ての製造区画が地上に建設されている。工場は1944年11月初旬に落成。アルヴァ・アールトは工場労働者のための宿舎の設計を行っている。
1945年8月1日、ヴァナハで造られた最初のトラックは「Sisu S-22」の試作車であった。短時間で集中的に行われたテスト期間の後、1945年10月29日に量産化が開始されているが、資材や部品が不足していた上に、品質に問題が発生したため、1946年の初めまで出荷できない状態であった。国内サプライヤーの生産能力は非常に限られており、国内企業が独自生産ができる様になるまで、ギアボックス、ステアリング関係、ドライブシャフト、電気システムなど全て輸入に依存している。フィンランド国内のサプライヤーは入手可能な材料で必要とされた品質要件を満たすことができず、深刻な品質問題に直面している。1946年のSisu S-22の総生産台数は僅か147台であり、目標の2,000台をはるかに下回っている状況であった。コスト面でも当初計算した一両辺りの価格は765,000mkであったが、最終的に800,000mkにまで高騰している。
量産化が行われる前に戦争は終わり、結果として国防軍は車両が必要なくなっており、逆にモスクワ休戦協定によって国防軍は車両台数を減らす必要に迫られている。この理由から不満を抱えた多くのサプライヤーが事業を中止しており、1946年末に貿易産業省は車両供給契約の打ち切りを発表。1946年初頭、ウュフテイシスは国が購入しなかった場合、その余剰車両の民間市場での販売に関し通商産業省との間に合意を取り交わしており、Sisu S-22sは、フィンランド国内にある12のSATディーラーで販売が行われている。1946年5月に開催されたヘルシンキ国内産業見本市では、軽量で低コストモデルとなる後継車両「S-22K」を発表している。

## ウュフテイシスからヴァナヤン自動車工場へ
会社を閉鎖する話が持ち上がったことも重なり、ネスリングは1947年2月にウュフテイシスを辞任。後任にエーロ・キュトラ（Eero Kytölä）が就任している。ウュフテイシスは1947年、一部前年に製造された車両を含め、合計103台のS-22を販売し、55台のトラックが同社によって製造されている。ウュフテイシスの株式資本は7,500万mkから750万mkまで減少していたが、フィンランド政府が株式を購入し44%を所有する筆頭株主となったため、5,000万mkにまで再び増加している。結果的にウュフテイシスは1947年に200万mkを失っている。
ウュフテイシスは1948年の夏までシスブランドを使用する権利を保有。このため1948年に開催された総会で、理事会は会社名をヴァナヤン自動車工場に変更することを決定し、車両ブランドもヴァナヤへ変更。同じ年の初め、工場はヴァナハからハメーンリンナへと移設が行われている。

## ヴァナヤ製造車両

### ヴァナヤ V-48
1948年6月、シスブランドの使用ライセンス契約は期限切れとなり、Sisu S-22の製造は「Vanaja V-48」として継続され、1955年まで製造が行われている。

### ホワイト M2 ハーフ=トラック・コンバージョン

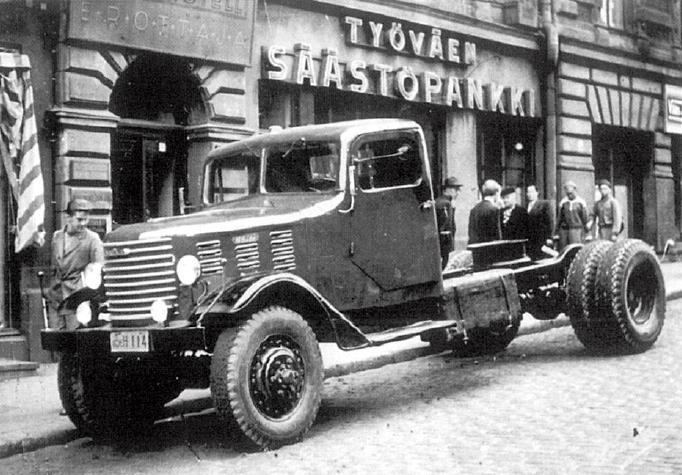
ホワイト製　M2ハーフ=トラツクであるヴァナヤ VaWh

新GMであるキュトラは、1947年と1948年の初めにフランスと西ドイツを訪れ、西側同盟諸国から軍用の余剰車両を購入。ホワイト・モーター・カンパニー製のM2 ハーフ=トラック425台、トラック用エンジン186基、キャデラック製のV8エンジン304基、マック製のMack D4ディーゼルエンジン4基、ヘラクレス・ディーゼル製のDFXEエンジン2基、11,000台分のGMC製造のホイール、45トン積みの重トレーラー1台を購入。これらは供給省を通じ輸入され、1948年3月に第一陣となる貨物が到着している。キュトラはこの購入した車両を森林開拓向けとして4輪駆動のまま車体を構築し販売するか、4輪駆動方式を従来の後輪駆動方式に変換し一般用途向けトラックとして販売するか思案している。VATはハーフ=トラック状態のまま359台を販売し、60台が4x4または4x2駆動への変換が行われている。これらのトラックは「Vanaja VaWh」として販売が行われており、1952年に完売。また、一部車両は部品取りとして利用された後に廃棄処分となっている。

## 1950年代の成長と不況
政府との最初の契約が終了した後、1948年から1952年の間に納入が予定される650台の車両製造に関する合意文書に署名。また、政府は貸付金1億3,200万mkを前払いし企業支援を行っている。契約によれば1948年に150台の車両が製造される予定であった。VATはこの目標を達成、更に11台の自家用車の製造も行っている。1949年、VATは政府向けに150台、民間向けに37台の車両を製造。フィンランド・マルッカの切り下げもあり、最終的に1,208億mkの利益を計上している。
1950年に大型自動車市場でのVATの位置付けが強化され、バスシャーシの製造を開始。同じ年、VATは新製品となる「VKシリーズ」を発表。しかし、3か月間のストライキによって製造は中断され、その結果、その年に予定されていた150台の国産車両の出荷は翌年へと延期が行われている。順調では無かったにもかかわらず、VATは2億mkの利益計上を行っている。
1950年代初頭に売上高と利益は前年比増となっている。政府からの借入金は1952年に完済。その後しばらくはイタリアの機械製造メーカーであるアンサルド（Ansaldo-Fossati）が製造した農業用トラクターの輸入販売を行っている。このタイプの車両に対する需要はあったものの、価格が品質と一致していないと見なされ販売は低調であり、1953年に数台が納車されただけであった。
販売の進展に関し過大評価が行われている。1956年に525台のヴァナヤ車両が販売され、1957年3月には年間販売数が約400台に達すると予想。この予想からVATは約200人の労働者を追加で雇用し、勤務体系も週4日労働に変更が行われている。しかしながら海外からディーゼルエンジンを入手するのが困難となっており、30台以上の車両がエンジンの搭載待ちとなっており、この状況は政府の輸入許可官僚の責任であると批判している。

### 批評
1950年、フィンランド政府は他の選択肢を一切無視し、高値であるとされたヴァナヤのみを購入したことで国民から批判を浴びている。政府は650台の車両を注文し、契約が数年に渡り広がっていたため、長い期間、政府による車両購入に結び付いているとの指摘が挙がっている。
1954年にはVATとSATの双方が他の自動車輸入業者から非難されている。これは、2社が部品供給のために限られた外貨準備の大半を使用することができたことによる。輸入業者の代表は、シスとバナヤどちらの製品も完全な国産品ではなく、一部組立作業をフィンランド国内で行っている他の輸入業者の方がより国内的であるのではないかと陳述している。自動車輸入業者協会によれば、国産車は輸入車と比較して30％から80％ほど高いことが明らかになっている。翌年、政府は大型車をある程度完成車の形で輸入する可能性の検討を開始し、外貨支出の削減を行っている。またVATとSATは、その様な製造の実行可能性について疑問を呈している。1957年、政府は大型車用シャーシの輸入制限を撤廃。輸入車の価格はシスとヴァナヤの販売価格に近づく結果となっている。

### ディーゼル時代への突入
SATとタンペラによって製造されたヴァナハ ガソリンエンジンは、ライセンス生産下で製造された古いアメリカ製のエンジンであった。顧客はより強力なディーゼルエンジンを求めており、最初のディーゼルモデルは、ケンパー（Kämper）とザウラーのエンジンの採用を行っている。VATはズードヴェルケの2ストロークディーゼルエンジンのテストも行っているが、製造されたのは試作車1台のみであった。当時ディーゼルエンジンの輸入許可を取得するのは困難であり、これが要因となり自動車販売は伸び悩んでいる。中には購入者が独自で輸入したボルボやメルセデス・ベンツ製のディーゼルエンジンを自ら提供し、組み立てラインで注文した車両に取り付けが行われていた。
1955年、VATは直列6気筒、90馬力のレイランド製0.350ディーゼルエンジン2基の購入を行っている。しかし、このエンジンは非効率的であることが判明し、翌年、VATはvan Doorne's Automobilfabriek NVによってオランダで製造されたより強力なレイランド300型エンジンの発注を行っている。
1956年、VATはアンサルドおよびケンパーを買収。アンサルドでは、海洋および産業用途向けの100 hpから8,000 hpのエンジンを提供している。ケンパー製品は14 hpから150 hpの間で提供が行われている。直列6気筒130 hpのケンパー製エンジンがヴァナヤ車のオプションとして採用が行われている。

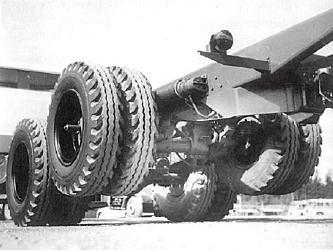
ヴァナヤ・リフティング・タンデム・システム

### ヴァナヤ・リフティング・タンデム・システム
ヴァナヤの代名詞となる技術、電気式油圧システム「ヴァナヤ・リフティング・タンデム・システム（Vanaja lifting tandem system）」は1957年1月に初導入されている。この新技術は車両のトラクションを改善し、特に滑りやすい路面で効果を発揮した。革新的なリフティング=タンデム（リフト・アクスル）は、同社のチーフエンジニアであるベイッコ・ムロネン（Veikko Muronen）のリーダーシップの下に開発が行われた。ヴァナヤはフィンランドの伐採車市場でのリーダーとなり、解散するまでこの地位が揺らぐことは無かった。林業では、ぬかるみに嵌まるのを防止するため、駆動する前後軸の間に接地圧を下げるため中間軸（第二軸）を設ける4×4 + 2と呼ばれるタンデムアクスル式のレイアウトがフィンランドなど北欧地域では標準となっている。

## バスシャーシ製造

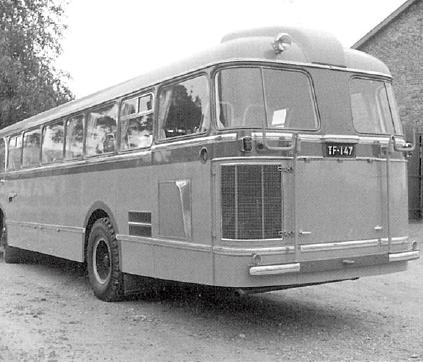
上部に空気取り入れ口が設けられたVAT-4800

バスシャーシの製造は1950年に開始された。VATは1956年にリアエンジンバスの試作車を製造。同社は2つのプロトタイプのシャーシを制作し、「VAT-4800」と命名している。車体は2社のコーチビルダーよって製作が行われている。エンジンの冷却に関する問題と暖房に使用するための暖気を車体前方にまで伝達させる方法などいくつかの技術的問題に直面している。冷却に関しては屋根の後部に大きな空気取り入れ口を設けることによって外観上好ましくない処置ではあったが、冷却問題は解決された。その後、VATは「VAT-5200」と呼ばれる新技術を取り入れた新型リアエンジンシャーシ10台を製造している。
1958年までに、全てのVATバスシャーシにエアブレーキが装備されている。その後エアブレーキはトラックにも採用が行われている。この技術はフィンランド国内で発生したバス事故の影響によるものであった。バナヤで製造された比較的新型のバスがコンネヴェシにあるフェリー乗り場の停止バーを突き破り、水深4メートルの川底に転落し水没した。この事故により乗客15名が溺死しており、運転手は奇跡的に救助されている。運転手はブレーキが故障したと証言しており、事故調査の結果、ブレーキのシーリングに欠陥があったことが判明している。
VATは、1958年4月に初となるミッドエンジン式のバスシャーシを開発し、コーチビルダーに納入している。これは164馬力の水平対向式のAECディーゼルエンジンを搭載していた。1960年にはVATはエアサスペンションとデュアルサーキット・エアブレーキを備えた「VLK500」を発売。VATは1966〜67年にリアエンジン式のバス製造に戻っているが、売上高はミッドエンジンモデルとフロントエンジンモデル（ボンネットバス）のレベルには及んでいない。会社は製造に関し多くの実験を行っており、一例としてフレームレス構造のバスを開発しており、ビームがより軽量な物へと置き換えられている。

## 合併から消滅へ
1964年、VATはより強力なパートナーを求めた結果、スカニアとの交渉に入っており、バナヤ車にスカニアエンジンを搭載することを計画。しかし、その計画は小規模な車両メーカーであったVATには金額的負担は重く、交渉は纏まらずに終わっている。この結果を受けVATの株主はSATとの統合に関する話を始めており、その後、VATの会長は、SATのGMであったネスリングと定期的に会合を行っている。1967年、スカニアはVATへの関心を再度表明し、ドイツの商用車メーカーであるドイツAGもVATとの協力またはVATの買収に関心を示している。
筆頭株主である45％の株式を持つフィンランド政府は、1967年12月にネスリングへ合併を提案。VATの財政状況から存続が不可能であった。1968年の終わり、両者は合併に署名し、フィンランド政府はSATの17.2％を所有し3番目となる大株主となっている。

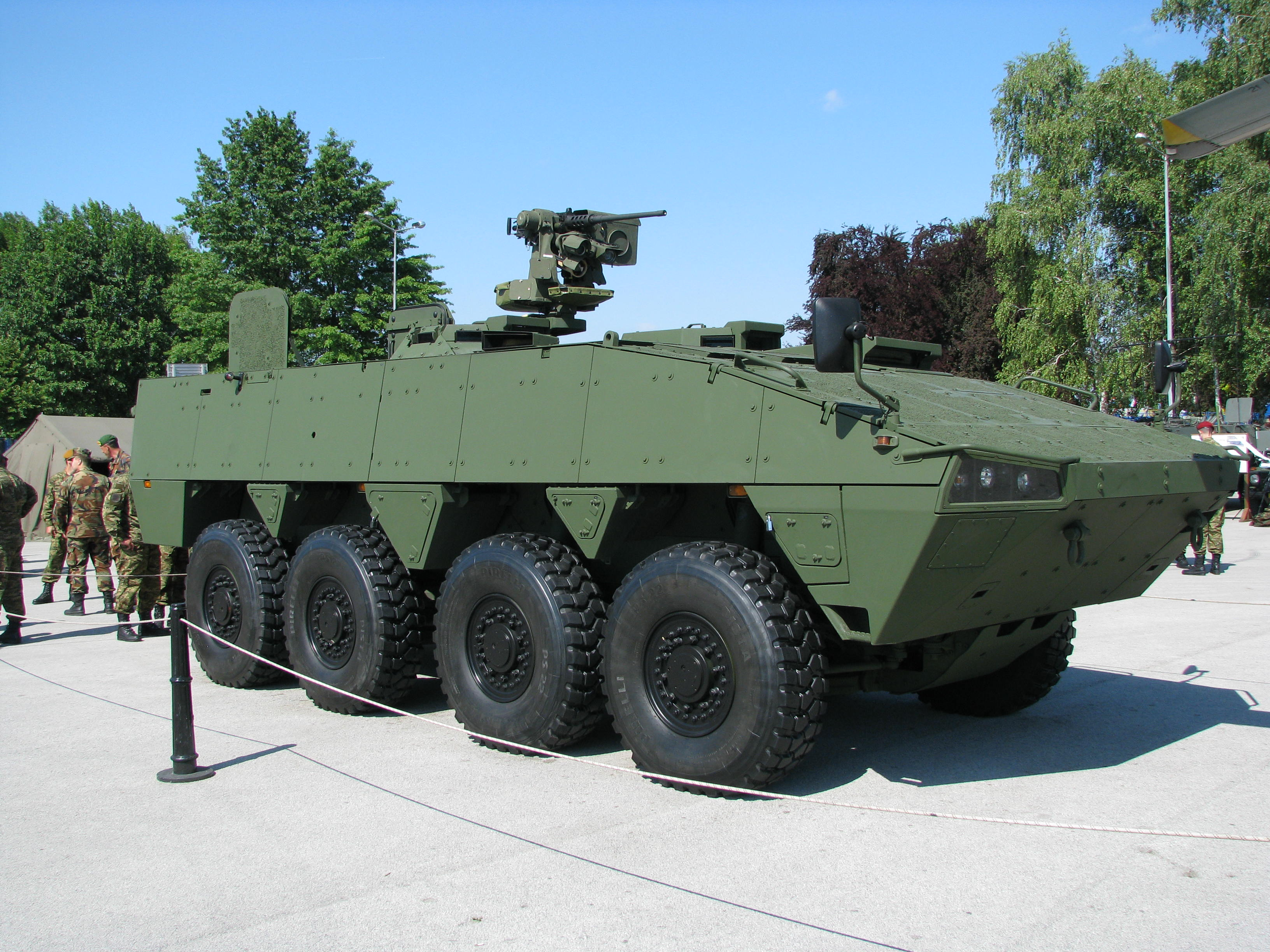
パトリアAMV装甲兵員輸送車

合併に対する顧客の反応は様々であったが、大多数の国民は限られた市場で大規模な自動車メーカーとなるには2社の合併は必要であったと理解を示している。
1960年代にターミナル・トラクターの製造を開始。革新的なデザインもあり世界的に有名となった。
1971年と1981年には路面電車用台車を製造。
1985年、同社は車軸の製造をヘルシンキからハメーンリンナの新工場に移設。1995年に、シス・アクスル（Sisu Axle）として独立。フィンランド政府は1996年に親会社から分離させ、名前をパトリア・ビークルズ（Patria Vehicles Oy）に変更。現在はパトリアAMV装甲兵員輸送車の製造を行っている。